# Кухня Герреро
Кухня Герреро – это совокупность продуктов, способов приготовления и типичных блюд штата Герреро на юге Мексики. Она основана на слиянии традиций народов науа, пурепеча, миштеков, тлапанек (йопе), амусго и других, с испанскими, французскими, африканскими и другими европейскими влияниями.
Как и во всей Мексике, основными ингредиентами рациона жителей штата являются кукуруза, перец чили и фасоль. Рыба и другие морепродукты также широко распространены, особенно в регионах Коста-Чика и Коста-Гранде.
Выращивание пшеницы началось во время колонизации, и из испанской традиции выпечки были унаследованы многочисленные блюда, такие как булочки семитас тикстлекас, чилпасингуэньяс, хлеб маркисоте, чилапеньо и т. д. 

## Блюда
- Aporreado – состоит из измельченного мяса, взбитого с яйцом и приготовленного в соусе
- Apozole
- Chalupas
- Chilatequile – овощной суп
- Bolillo con relleno de Técpan – состоит из хлеба, начиненного свининой, нарезанными кубиками овощами и запеченной в глиняной печи
- Carnitas – жареная свинина
- Moles – соус
- Mole rosa de Taxco («розовый моле») — это тип моле, типичный для Таско, для которого характерно добавление свеклы
- Morisqueta – блюдо из белого риса, которое подается с фасолью и томатным бульоном
- Pozole – густой суп с кукурузой и мясом
- Relleno
- Tiritas de pescado del Puerto de Zihuatanejo – сырая рыба с лимоном и специями
- Tacos dorados con consome – куриный суп (консоме) с роллами из лепёшек с начинкой
- Pescado a la talla – рыбное блюдо

## Напитки
- Aguas frescas – напиток из воды, фруктов, семян, зерен или цветов и сахара.
- Chilate – напиток готовится из какао, корицы, риса и коричневого сахара
- Mezcal – крепкий дистиллят
- Té
- Yoli – местный лимонад
- Tuba (bebida) tuba
- Кока-Кола